# 201 Penelope
Penelope (asteroide 201) é um asteroide da cintura principal com um diâmetro de 68,39 quilómetros, a 2,1985355 UA. Possui uma excentricidade de 0,1792631 e um período orbital de 1 601,33 dias (4,39 anos).
Penelope tem uma velocidade orbital média de 18,19818132 km/s e uma inclinação de 5,75756º.
Este asteroide foi descoberto em 7 de Agosto de 1879 por Johann Palisa.
Foi batizado em honra de Penélope, a esposa de Ulisses.